# تیموتی دبلیو. پاتر
تیموتی ویلیام پاتر (انگلیسی: Timothy William Potter؛ ۶ ژوئیهٔ ۱۹۴۴ – ۱۱ ژانویهٔ ۲۰۰۰) یک باستان‌شناس اهل بریتانیا بود.